# Mšeno
Mšeno (deutsch: Mscheno, später Wemschen) ist eine Stadt mit 1476 Einwohnern (12. September 2005) im okres Mělník in Tschechien. Sie liegt am Rande der Daubaer Schweiz im Quellgebiet des Košátecký potok und ist heute vor allem von Fremdenverkehr und Kleinindustrie geprägt.

## Geschichte

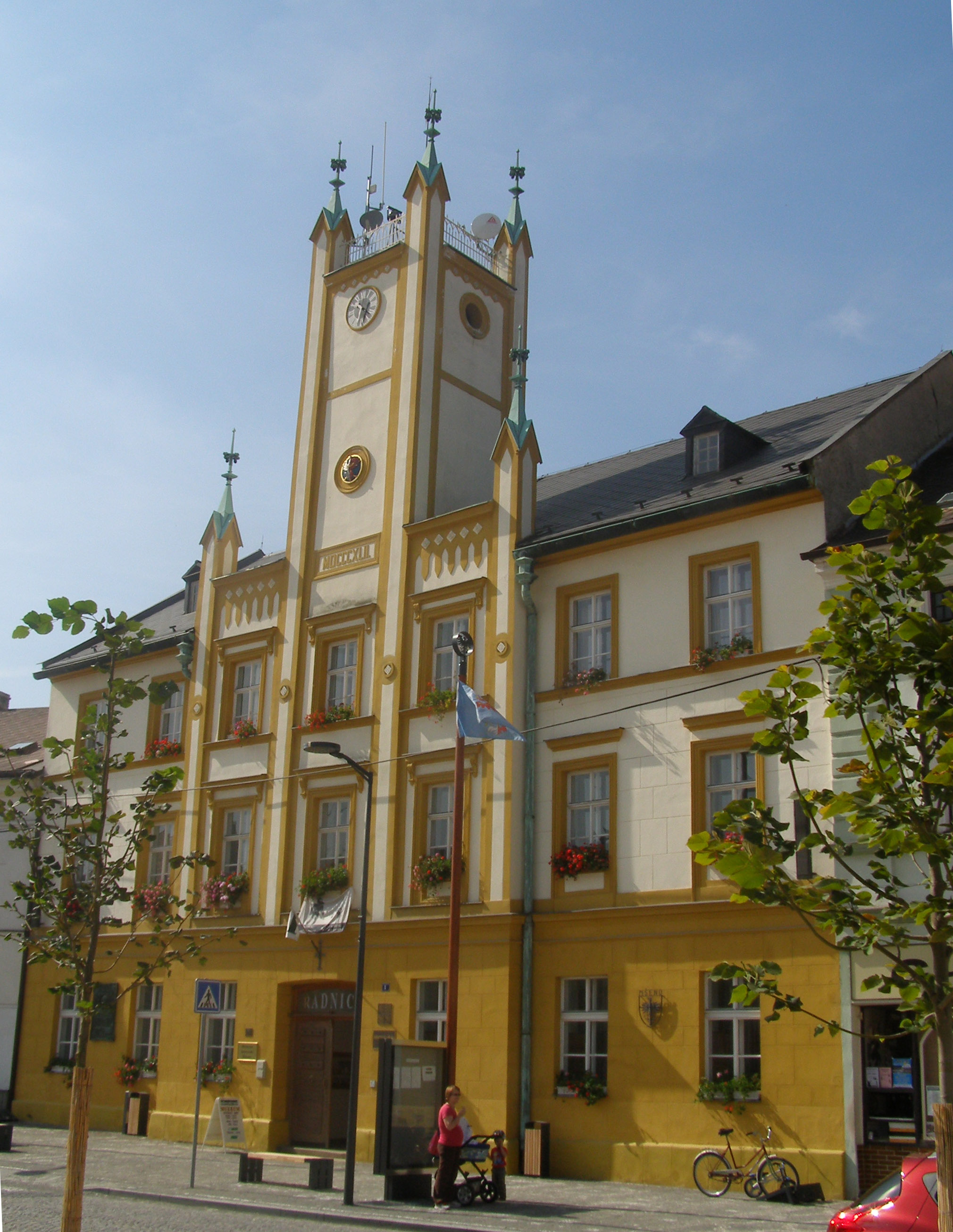
Rathaus in Mšeno

Erstmals wird Mšeno im Jahre 1306 am Fuß einer Burg erwähnt. Im Jahre 1352 erhielt Hynek Berka von Duba die Stadt von Wenzel II. geschenkt. Im 16. Jahrhundert wurde von einer Blütezeit des Handwerks und des Handels berichtet, die Stadt besaß zu dieser Zeit reiche Privilegien. Im Dreißigjährigen Krieg wurde die Stadt durch die Schweden und Sachsen ausgeplündert.
Bei einem großen Brand im Jahre 1867 wurden 54 Häuser, einschließlich des Rathauses und der Kirche vernichtet. Ende des 19. Jahrhunderts entwickelte sich verschiedenes Kleingewerbe und die Stadt wurde durch Lokalbahnen an Mělník (Melnik), Mladá Boleslav (Jungbunzlau) und Chotětov (Kuttenthal) angebunden. Eine Ansiedlung größerer Industriebetriebe blieb jedoch aus, so dass Mšeno den Charakter als kleines Landstädtchen behielt.
Nach der Abtretung des Sudetenlands an das Deutsche Reich in den Jahren 1938–45 wurde Mšeno Grenzort. Am Ende des Zweiten Weltkrieges operierten in der Umgebung von Mšeno Partisanenverbände, wie die Gruppe Rächer der Nation.
Nach 1945 stagnierte die wirtschaftliche Entwicklung, in jüngster Zeit wird vor allem der Fremdenverkehr gefördert. Im Jahr 2003 erhielt der Stadtkern den Status als Denkmalschutzzone.

## Gemeindegliederung
Zur Stadt Mšeno gehören die Ortsteile Brusné 2.díl (Brusnai 2. Anteil), Hradsko, Olešno (Woleschno), Ráj (Rai), Romanov (Romanow), Sedlec (Sedletz), Skramouš (Skramausch) und Vojtěchov (Albertsthal) sowie die Einschicht Vino (Weinberg). Die aufgelassene Ansiedlung Valečín (Kreibichgrund) liegt ebenfalls auf den Fluren von Mšeno.

## Söhne und Töchter der Stadt
- Augustine Herman (1621–1686), Kaufmann, Entdecker und Kartograph
- Vojtěch Živný (1756–1842), Pianist und Klavierlehrer Frédéric Chopins
- Johann Baptist Pischek (1814–1873), Opernsänger am Württembergischen Hoftheater
- Rudolf Vomáčka (1847–1926), Baumeister und Architekt des Historismus